# Torskie (stacja kolejowa)
Torskie (ukr. Торське, ros. Торске) – stacja kolejowa w miejscowości Torskie, w rejonie zaleszczyckim, w obwodzie tarnopolskim, na Ukrainie. Leży na linii Biała Czortkowska – Zaleszczyki – Stefaneszty.
Stacja istniała przed II wojną światową.